# Балка Бандурка

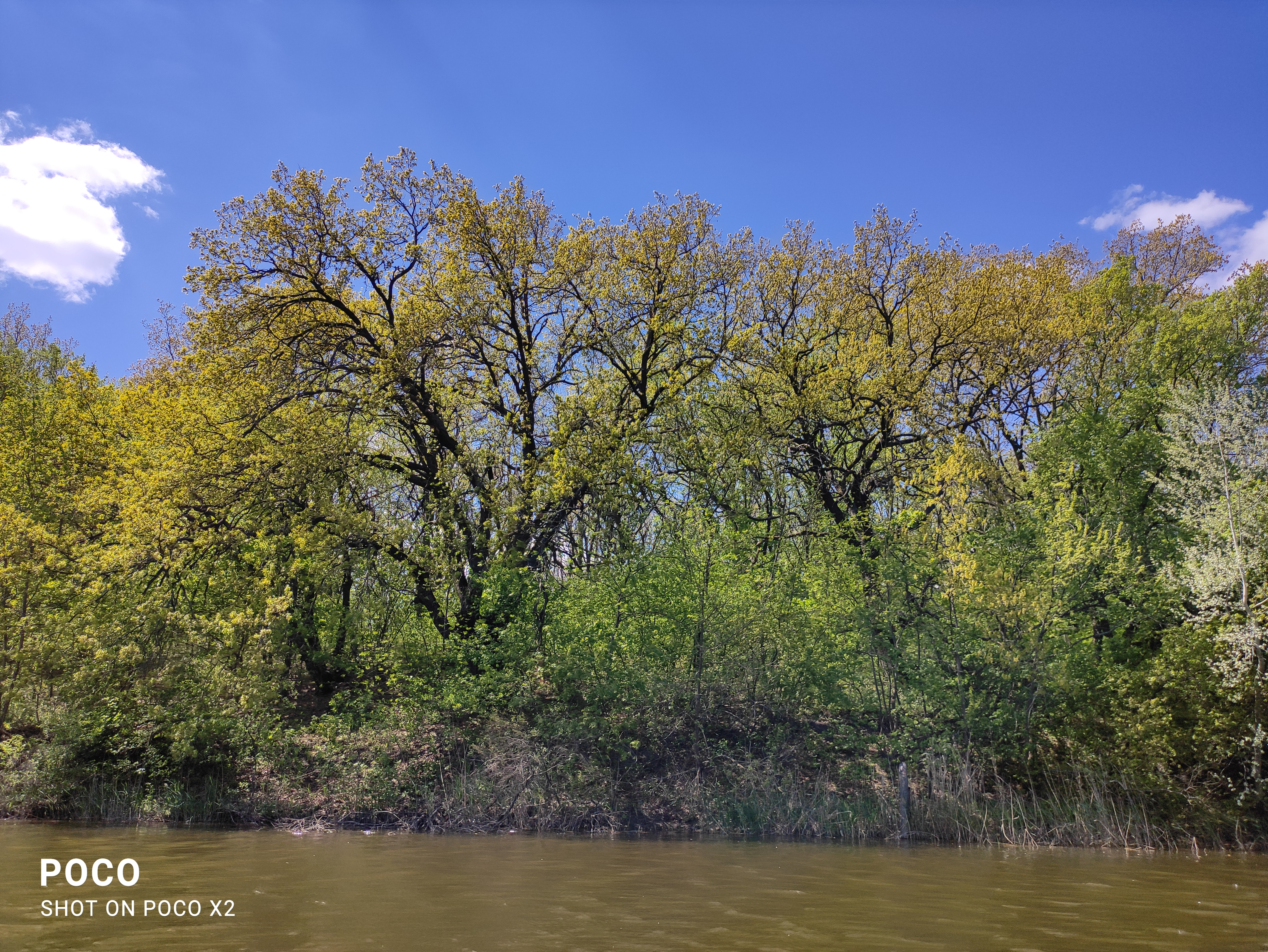

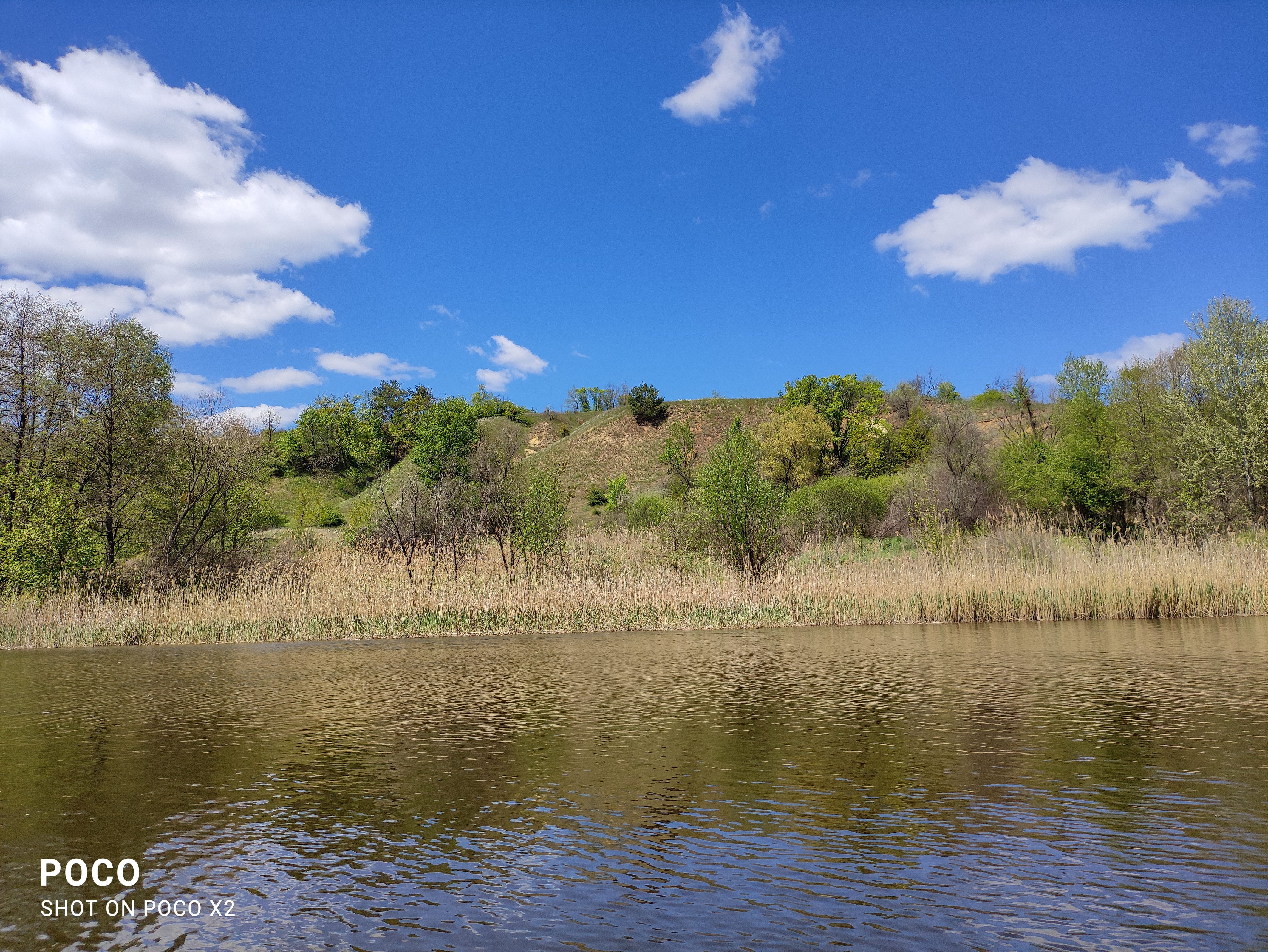

Ба́лка Банду́рка — ботанічний заказник загальнодержавного значення в Україні. Розташований на захід від села Івано-Михайлівки Самарівського району Дніпропетровської області.
Площа 125 га. Статус присвоєно згідно з Постановою РМ УРСР 28.10.1974 року № 500. Перебуває у віданні: Новомосковський військлісгосп кв. 47, 48. 
Охороняється рідкісна для степової частини України ділянка дубового лісу. Займає територію на правому, порізаному ярами і балками березі річки Самари. Це — єдине в області місце поширення реліктового хвоща великого. Тут ростуть також акація біла, берест, гледичія, клен польовий, липа серцелиста, вільха та інші. У трав'яному покриві трапляються материнка, копитняк, конвалія, тонконіг, осока волосиста. З тварин трапляються лось, сарна, борсук, дика свиня, заєць, куниця, тушканчик.
Заказник має наукове, рекреаційно-пізнавальне значення.